# Antimitrella
Antimitrella là một chi ốc biển, là động vật thân mềm chân bụng sống ở biển trong họ Columbellidae.

## Các loài
Các loài trong chi Antimitrella gồm có:
- Antimitrella jaci Lussi, 2009[2]
- Antimitrella lamellosa Lussi, 2009[3]